# TU Большой Медведицы
TU Большой Медведицы (лат. TU Ursae Majoris) — одиночная переменная звезда в созвездии Большой Медведицы на расстоянии приблизительно 2086 световых лет (около 640 парсеков) от Солнца. Видимая звёздная величина звезды — от +10,24m до +9,26m.

## Характеристики
TU Большой Медведицы — жёлто-белая пульсирующая переменная звезда типа RR Лиры (RRAB) спектрального класса A8-F8. Эффективная температура — около 6200 К.